# Parafia Podwyższenia Świętego Krzyża w Sosnowcu
Parafia Podwyższenia Świętego Krzyża w Sosnowcu – rzymskokatolicka parafia, położona w dekanacie sosnowieckim - św. Jadwigi Śląskiej, diecezji sosnowieckiej, metropolii częstochowskiej w Polsce, erygowana w 1957 roku.
W sierpniu 2020 r. parafia stała się jednym z ognisk zakażeń koronawirusa SARS-CoV-2.